# Rezerwat przyrody Torfowisko Żelechowo
Rezerwat przyrody Torfowisko Żelechowo – torfowiskowy rezerwat przyrody położony na terenie gmin Widuchowa i Chojna w powiecie gryfińskim (województwo zachodniopomorskie).

## Powołanie
Obszar chroniony utworzony został 24 grudnia 2024 r. na podstawie Zarządzenia Regionalnego Dyrektora Ochrony Środowiska w Szczecinie z dnia 4 grudnia 2024 r. w sprawie uznania za rezerwat przyrody „Torfowisko Żelechowo” (Dz. Urz. Woj. Zach. z 2024 r., poz. 6044). Powstał w ramach inicjatywy „100 rezerwatów na 100-lecie Lasów Państwowych” dzięki zgłoszeniu Regionalnej Dyrekcji Lasów Państwowych w Szczecinie. W lipcu 2024 przeprowadzono lustrację terenu, zdecydowano się pozostawić poza granicami rezerwatu niewielki płat mniejszego torfowiska przejściowego (z tendencją do wysokiego). Jest to pierwszy rezerwat w gminie Widuchowa (razem z utworzonym tego samego dnia rezerwatem przyrody Las Dębogórski).

## Położenie
Rezerwat ma 50,24 ha powierzchni, zaś jego otulina – 14,93 ha. Znajduje się w mezoregionie Pojezierze Myśliborskie. Leży w obrębach ewidencyjnych Żelechowo (gmina Widuchowa) i Grzybno (gmina Chojna), w bezpośrednim sąsiedztwie małych osad Pniewko i Pąkowo. Pod kątem podziału lasów rezerwat leży w leśnictwie Grzybno nadleśnictwa Myślibórz, podlegającym pod RDLP w Szczecinie. W bezpośrednim sąsiedztwie zlokalizowana jest otulina Cedyńskiego Parku Krajobrazowego.

## Charakterystyka
Celem ochrony rezerwatowej jest „zachowanie ekosystemu torfowiska mszarnego i boru bagiennego wraz ze stanowiskami wrzośca bagiennego Erica tetralix i bagna zwyczajnego Ledum palustre”. Ze względu na dominujący przedmiot ochrony typ obszaru chronionego określono jako fitocenotyczny, a podtyp – zbiorowisk leśnych, natomiast ze względu na główny typ ekosystemu typ określono jako torfowiskowy, a podtyp – torfowisk przejściowych.
Rezerwat skupia trzy ekosystemy chronione dyrektywą siedliskową:
naturalne, dystroficzne zbiorniki wodne; torfowiska przejściowe i trzęsawiska (przeważnie z roślinnością z Scheuchzerio-Caricetea), bory i lasy bagienne i brzozowo-sosnowe bagienne lasy borealne. Obszar ten stanowi jedno z największych torfowisk przejściowych w województwie zachodniopomorskim w różnych stadiach dynamiczno-sukcesyjnych. Powstało w ciągu ostatnich 100 lat w rynnie dawnego jeziora, a obszar ten zawiera dwa niewielkie pozostałe zbiorniki wodne.
Na terenie obszaru chronionego zidentyfikowano cenne gatunki flory naczyniowej oraz mszaków: rosiczkę okrągłolistną, modrzewnicę zwyczajną, przygiełkę białą, bagnicę torfową, jeżogłówkę najmniejszą, pływacza średniego, nerecznicę grzebieniastą, torfowca Russowa, torfowca magellańskiego, torfowca czerwonawego i torfowca obłego.
Według stanu na grudzień 2024 rezerwat nie ma wyznaczonego planu ochrony ani zadań ochronnych. Do głównych zagrożeń rezerwatu zaliczają się eutrofizacja związana z pobliskimi polami uprawnymi, rozrost roślinności drzewiastej i ekspansywnych gatunków runa, a także potencjalne susze.